# Stade Lluís Sitjar
Le Stade Lluís Sitjar (en espagnol : Estadio Lluís Sitjar), également connu sous le nom de Terrain d'Es Fortí (en espagnol : Camp d'Es Forti), est un ancien stade de football espagnol situé dans la ville de Palma, sur l'île de Majorque dans les Îles Baléares.
Le stade, doté de 18 000 places et inauguré en 1945 puis démoli en 2011, servait d'enceinte à domicile à l'équipe de football du RCD Majorque.
Il porte le nom de Lluís Sitjar Castellà, ancien président du club à de multiples reprises.

## Histoire
Conçu par l'architecte espagnol Carlos Garau, le stade, de 15 000 places lors de sa construction, ouvre ses portes en 1945 sous le nom de Terrain d'Es Fortí. Il est inauguré le 23 septembre 1945 lors d'un succès 3-0 des locaux du RCD Majorque sur le Xerez CD (le premier but officiel au stade étant inscrit par Sanz).
En 1960, il change de nom pour prendre le nom de Stade Lluís Sitjar. Au début des années 1960, la capacité d'accueil est agrandie pour passer à 31 000 spectateurs.
En 1983, l'équipe réserve du RCD Majorque B s'installe au stade pour ses matchs à domicile. L'année suivante, le stade est agrandi pour passer à 38 000 spectateurs.
En 1998, la capacité repasse à 18 000 places pour des raisons de sécurité. La propriété du stade Lluís Sitjar est alors divisée en 666 actions, dont environ 200 détenues par le club et le reste par une association de copropriétaires. L'entretien est négligé et le stade commence petit à petit à se dégrader.
En 1999, l'équipe première quitte le stade à la suite de la construction du Son Moix. L'équipe réserve continue d'utiliser le stade jusqu'en 2007 (avant d'emménager au Son Bibiloni, centre d'entraînement de l'équipe au nord de la ville), date de la fermeture définitive du stade.
Le 15 novembre 2011, le stade, devenu un refuge pour sans-abris, prend feu. En mars 2012, l'un des sans-abri qui y vivait attaque un couple qui était entré dans les lieux. Il est progressivement démoli entre 2011 et 2015.

## Événements

### Matchs internationaux de football
| Date             | Compétition  | Équipes                   | Score | Affluence |
| ---------------- | ------------ | ------------------------- | ----- | --------- |
| 27 mars 1985     | Match amical | Espagne — Irlande du Nord | 0-0   | —         |
| 19 novembre 1997 | Match amical | Espagne — Roumanie        | 1-1   | —         |